# Melville Bull

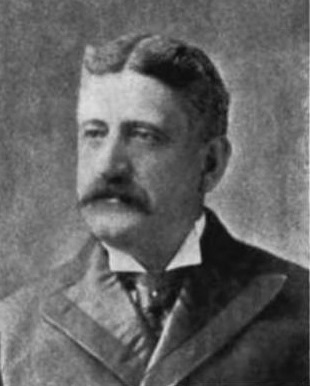
Melville Bull

Melville Bull (* 29. September 1854 in Newport, Rhode Island; † 5. Juli 1909 in Middletown, Rhode Island) war ein US-amerikanischer Politiker. Zwischen 1895 und 1903 vertrat er den ersten Wahlbezirk des Bundesstaates Rhode Island im US-Repräsentantenhaus.

## Leben
Melville Bull besuchte die Phillips Exeter Academy in Exeter (New Hampshire) und studierte danach bis 1877 an der Harvard University. Nach seiner Studienzeit wurde er in der Umgebung von Newport in der Landwirtschaft tätig. Er wurde Mitglied der Republikanischen Partei und war von 1883 bis 1885 Abgeordneter im Repräsentantenhaus von Rhode Island; von 1885 bis 1892 gehörte er dem Staatssenat an. Danach war er von 1892 bis 1894 Vizegouverneur seines Heimatstaates.
Bei den Kongresswahlen des Jahres 1894 wurde Bull im ersten Distrikt seines Staates in das US-Repräsentantenhaus in Washington gewählt. Dort löste er am 4. März 1895 den Demokraten Oscar Lapham ab. Nach drei Wiederwahlen konnte er bis zum 3. März 1903 insgesamt vier Legislaturperioden im Kongress absolvieren. Von 1899 bis 1903 war er Vorsitzender des Committee on Accounts. Bei den Wahlen des Jahres 1902 unterlag er dem Demokraten Daniel Granger.
Nach dem Ende seiner Zeit im Kongress ist Melville Bull politisch nicht mehr in Erscheinung getreten. Er verbrachte seinen Ruhestand in Middletown, wo er im Jahr 1909 starb.